# خشونت در محیط مدرسه
خشونت در مدرسه شامل خشونت بین دانش آموزان مدرسه و همچنین حملات دانش آموزان به کارکنان مدرسه می‌شود. این پدیده شامل خشونت فیزیکی، از جمله درگیری دانش آموز با دانش آموز و تنبیه بدنی، خشونت روانی مانند آزار کلامی و خشونت جنسی از جمله تجاوز جنسی و آزار جنسی و بسیاری از اشکال قلدری (از جمله قلدری رایانه‌ای) و حمل سلاح در مدرسه است. به‌طور گسترده اعتقاد بر این است که خشونت در مدرسه در دهه‌های اخیر در بسیاری از کشورها به یک مشکل جدی تبدیل شده‌است. این مشکل به ویژه در کشورهایی که سلاح‌هایی مانند اسلحه یا چاقو در آن دخیل هستند حادتر است.

## عوامل خطر

### اهمیت محیط

#### محیط مدرسه
تحقیقات محیط مدرسه را با خشونت مدرسه مرتبط کرده‌است. تجاوز به معلمان با درصد بالاتری از اعضای هیئت علمی مرد، نسبت بیشتری از دانشجویان پسر، و نسبت بیشتری از دانشجویانی که ناهار رایگان یا با هزینه کمتر دریافت می‌کنند (شاخص فقر) مرتبط است. (در ایالات متحده) به‌طور کلی، جمعیت زیاد مردان، مقاطع تحصیلی بالاتر، سابقه مشکلات انضباطی بالا در مدرسه، نسبت دانش‌آموز به معلم بالا و موقعیت شهری با خشونت در مدارس مرتبط است. در دانش آموزان، عملکرد تحصیلی با رفتار ضد اجتماعی رابطه معکوس دارد. تحقیقات محققی به نام هیرشی و دیگران، که در بالا در بخش محیط خانه ذکر شد، همچنین با این دیدگاه سازگار است که عدم دلبستگی به مدرسه با افزایش خطر رفتار ضد اجتماعی مرتبط است.

#### محیط خانه
تصور می‌شود که محیط خانه به خشونت در مدرسه کمک می‌کند. بنیاد «Constitutional Rights Foundation» پیشنهاد می‌کند که قرار گرفتن طولانی‌مدت در معرض خشونت با اسلحه، اعتیاد به الکل والدین، خشونت خانگی، سوء استفاده فیزیکی از کودک و سوء استفاده جنسی از کودکان به کودکان می‌آموزد که فعالیت‌های مجرمانه و خشونت‌آمیز قابل قبول هستند. انضباط خشن والدین با سطوح بالاتری از پرخاشگری در جوانان همراه است. شواهدی وجود دارد که نشان می‌دهد قرار گرفتن در معرض خشونت در تلویزیون و تا حدی بازی‌های ویدیویی خشونت‌آمیز با افزایش پرخاشگری در کودکان مرتبط است، که به نوبه خود ممکن است به مدرسه نیز منتقل شود. البته تحقیقات زیادی نیز وجود دارد که رابطه خشونت در تلویزیون و بازی‌های ویدیویی را با خشونت در دنیای واقعی به چالش کشیده.